# ジャイール・ボルソナーロ
- ジャイル・ボルソナロ
- ジャイール・ボルソナーロ
- ジャイール・ボウソナロ

ジャイール・メシアス・ボルソナーロ（葡: Jair Messias Bolsonaro、ブラジルポルトガル語発音: [ʒaˈiʁ meˈsi.ɐz bowsoˈnaɾu]、1955年3月21日 - ）は、ブラジルの政治家、退役軍人であり、第38代大統領を務めた。保守的な社会自由党の一員として2018年に選出されたが、同党との関係を断ち切り、2019年1月1日に大統領に就任した。2022年ブラジル総選挙ではルイス・イナシオ・ルーラ・ダ・シルヴァに敗れ、その結果を覆そうとクーデターを企図した容疑で2025年2月に起訴されたが、2026年大統領選挙への出馬をめざして活動を続けている。
1991年から2018年までブラジルの連邦議会下院議員を務め、リオデジャネイロ州を代表していた。

## 概説
ボルソナロは、サンパウロ州のグリセリオという町で生まれた。1977年にアグリハス・ネグラス陸軍士官学校を卒業し、ブラジル陸軍の野戦砲兵隊とパラシュート部隊に所属した。1986年に雑誌『Veja』に軍人の低賃金を批判する記事を書いたことで世間に知られるようになり、その後、逮捕されて15日間拘留されたこともあった。その1年後、同誌は彼が軍の部隊に爆弾を仕掛けようとしていると告発したが、彼はこれを否定した。下級審で有罪判決を受けた後、ブラジル最高軍事裁判所は1988年に彼を無罪とした。1988年に大尉の階級で予備役に移り、その年のリオデジャネイロ市の議会に立候補し、キリスト教民主党の議員として当選した。1990年にボルソナロは下院議員に選出され、6回再選された。1990年に下院議員に当選し、6回の再選を果たした。27年間の議員生活の中で、彼は国家保守主義を強く支持することで知られるようになった。同性結婚と同性愛 、中絶、アファーマティブ・アクション、薬物の自由化、世俗主義などには声高に反対している。外交政策では、米国やイスラエルとの緊密な関係を提唱している。2018年の大統領選挙では、経済的にリベラルで市場を重視した政策を提唱し始めた。極端で物議を醸す政治家であり、極右でポピュリストと評される彼の見解や発言は、ブラジル国内で称賛と批判の両方を集めている。
ボルソナロは、社会キリスト教党の一員として2016年3月に大統領選への立候補を表明した。2018年に同党を離党して社会自由党に所属し、同年8月に退役将官のハミルトン・ムーランを伴侶として大統領選に打って出た。自らをアウトサイダーであり、家族的価値観の支持者であるとアピールした。2018年10月7日に行われた総選挙の第1ラウンドでは1位となり、労働者党の候補者であるフェルナンド・ハダドが2位となった。2人の候補者は2018年10月28日に決選投票を行い、ボルソナロは一般投票の55.1%で当選した。
ボルソナロは内閣の要職に多くの陸軍将校を配置した。ボルソナロは就任前に、イデオロギー的な共感ではなく、技術的な能力を重視して役職に就くと述べていたが、就任後は多くの任命者がイデオロギー的に政府と衝突した。結果として、司法大臣、教育大臣、政府秘書官、郵便局長など、多くの政府関係者が辞任した。ボルソナロは就任後数ヶ月間、主に2014年のブラジル経済危機の影響に対処するため、内政に注力した。就任1年目には、ゆっくりではあるが、経済は回復し、犯罪率は急激に低下した。複数の論争が彼の政権の最初の年を特徴づけた。2019年、ボルソナロは他の党員との対立の中で社会自由党を離党し、「ブラジルのための同盟」を結成した。大統領就任中、彼はアマゾン熱帯雨林の先住民族グループの保護を後退させ、森林伐採による破壊を促進した。COVID-19の大流行に対するボルソナロの対応は、政治的に批判された。ボルソナロは大流行とその影響を軽視しようとし、検疫措置に反対し、2人の保健大臣を解雇したが、その一方で死者の数は急速に増加した。その結果、就任1年目には好意的だった世論が、2020年のほとんどの時期には否定的になり、緊急支援金を承認した後に一時的に好意的になったが、2021年には再び否定的になった。
2022年大統領選では、左派政党である労働者党のルラ候補に決選投票でルラ50.9%、ボルソナロ49.1%の僅差で敗北、これは1985年民政移管以降で最小の差だった。選挙結果について国内外で広く認められたが、ボルソナロは敗北を容易に認めず、ボルソナロが所属する自由党は10月末の大統領選決選投票の開票結果につき、電子投票で用いた過半の古い機械で機能不具合があったとして選挙結果の無効を主張、高等選挙裁判所に異議を申し立てた。自由党は10月30日の決選投票についてのみ異議を申し立てたが、高等選挙裁判所のモラエス長官（最高裁判事でもある）は22日、同じ機械を用いた10月2日の1回目投票についても同時に申し立てを行うよう求めた。専門家らはボルソナロの勝利には否定的であったが、ボルソナロには熱烈な支持者も多く、また、もともと大統領選自体が過熱していたこともあり、この米国トランプ元大統領の大統領選敗北時とよく似た状況は米国で先立って起こった事態を連想させ、ボルソナロの支持者からは軍の介入を求める声まであがり、ボルソナロによる大統領の座の引渡拒否や軍の介入・出動、ボルソナロ支持者らの蹶起もありえるのではないかと、一時は騒然とした雰囲気も漂った。実際にボルソナロ支持者らによる三権広場襲撃事件等も起こったものの、結局、ボルソナロはルラを祝福はしなかったものの、ノゲイラ官房長官に対しては政権移行手続きを進めることを認め、ボルソナロ自身による逆クーデターのようなことは起こらなかった。
2023年5月3日ボルソナロの右腕とされた陸軍中佐のマウロ・シジ容疑者がコロナワクチンの接種記録改竄工作の嫌疑で逮捕されたが、シジが前年12月に別の容疑者とクーデターを企てようとしていたことがそこで発覚し、2023年5月4日CNNによって報じられた。もう一人の容疑者は「今日から明日にかけ、フレイレ・ゴメス陸軍司令官（当時）に、やるべきことをやるよう、働きかけ続けなくてはならない」と語っていたという。また、彼らはモラエス判事について「逮捕するべきだ」と話し合っていたという。同年6月30日、高等選挙裁判所は2022年大統領選で選挙制度を根拠なく批判し、権力を乱用したとして、ボルソナロの選挙への立候補資格を8年間停止する判断を出した。
2025年2月18日、検察は、2022年の大統領選で敗れた後も政権を維持するためにクーデターを企てたとして、ボルソナロをクーデター未遂などの罪で最高裁に起訴した。7月18日、最高裁は米政府に働きかけて自らの裁判の妨害を企てたとして、ボルソナロに対して夜間と週末の外出禁止などを命じたほか、国外逃亡を警戒し、電子監視装置の着用を義務づけた。8月4日、最高裁はSNSの利用禁止命令に違反したとして、ボルソナロに自宅軟禁を命じた。

## 人物
1964年のカステロ・ブランコ将軍による軍事独裁政権を支持し、超国家主義と保守的な政治スタンスで有名になり、拷問の法的正当化、LGBTの権利に対する反対、およびその他の論争をよぶ発言から、約30件の告訴と3件の判決をうけた。「ブラジルのトランプ」「ブラジルのドゥテルテ」「トロピカル・トランプ（熱帯のトランプ）」と呼ばれているが、政策的には労働者層の支持を取り込んで当選したトランプやドゥテルテのようなポピュリストとは異なる点が多い。むしろ軍国主義的で新自由主義を掲げる点からは、チリで軍政を敷いたピノチェトを称賛しているように、かつてのラテンアメリカの官僚的権威主義体制との相関性がうかがえる。
ボルソナーロ自身は3回結婚し、5人の子供を持つ。最初の妻ロジェリアとフラヴィオ、カルロス、エドアルドの3人の息子、2番目の妻アナ・クリスティーナと息子レナン、3番目の妻（現在の妻）ミシェレと唯一の娘ローラを儲けている。ボルソナーロの3人の息子、カルロス（進歩党（PP）、リオデジャネイロ市議会議員）、フラヴィオ（社会自由党（PSL）、リオデジャネイロ州議会議員）とエドアルド（社会自由党（PSL）、サンパウロ州選出の下院議員）はいずれも政治家である。

## 生い立ち

ボルソナーロと2人の息子（1980年代）

サンパウロ州グリセーリオに生まれ、ジャイールの父ペルシ・ジェラルド・ボルソナーロと母オリンダ・ボントゥリ・ボルソナーロはイタリアとドイツに先祖をもつヨーロッパ系移民だった。父ジェラルドは1980年代にアマゾン金鉱で金を求めて過酷な労働に耐えた鉱山労働者の一人だった。

### 軍歴

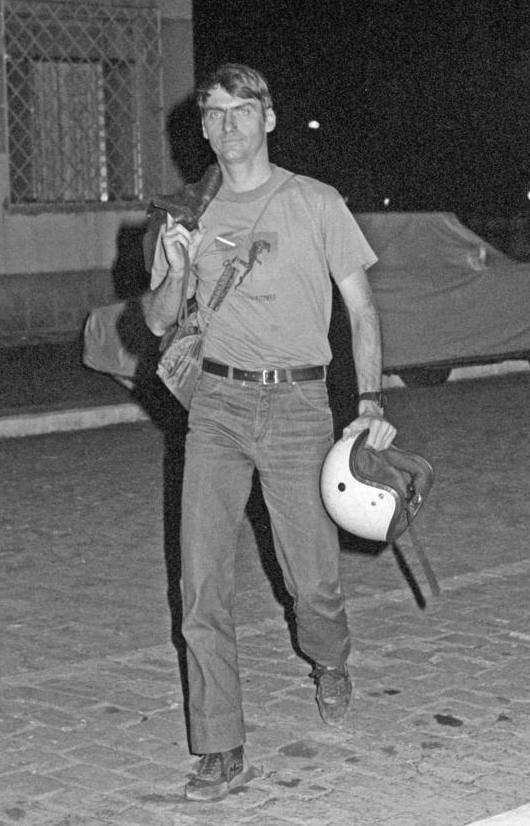
1986年のボルソナーロ

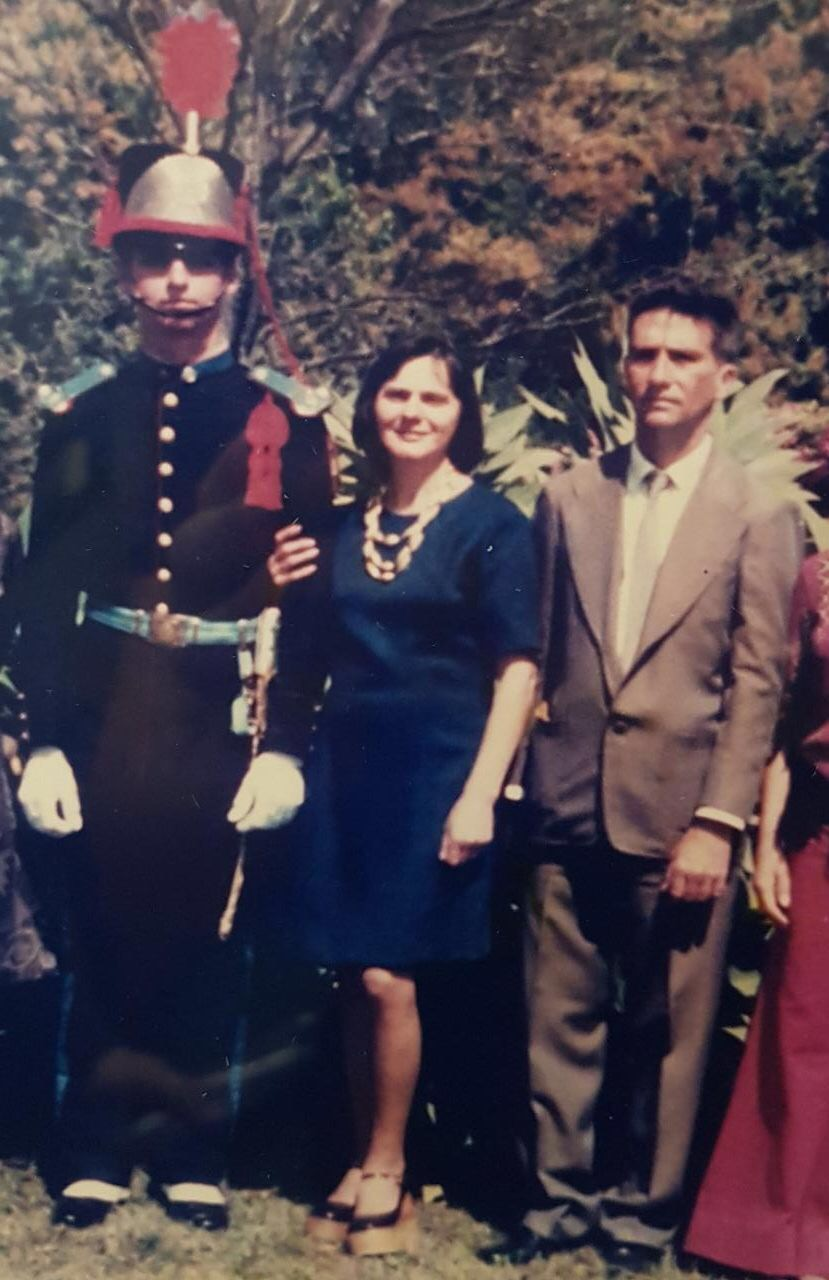
ジャイールと両親、オリンダとペルシ。アグーリャス・ネーグラス軍事学校（1974年）

陸軍士官学校を卒業後、1974年にアグーリャス・ネーグラス軍事学校に入学し、1977年に卒業した。1979年から1981年まで、マット・グロッソ・ド・スール州のニオケの第九野戦砲兵連隊に所属したのち、リオデジャネイロ州のパラシュート歩兵旅団に参加する。1983年、彼は軍体育学校で体育の訓練を受け、教師となり、歩兵旅団を退団する。
1980年代にブラジル軍によってつくられた秘密文書には、「財政および経済への過度の野心」を持つ人物だと評されている。

軍時代の上司カルロス・アルフレッド・ペレグリーノ（ Carlos Alfredo Pellegrino）大佐のボルソナーロ評。
ボルソナーロはいつも大尉たちのあいだで指導的役割を取ろうとして、反対にあっていた。その理由は同僚への攻撃的な扱いだった。彼の主張には、論理と合理性とバランスが欠けていた。

### 逮捕
1986年9月3日、第8砲兵連隊パラシュートキャンペーンで主将を務めていたとき、雑誌『Veja』に軍人の低賃金を批判する記事を書き、15日間逮捕された。
ボルソナーロにとって記事の問題とされた士官候補生の縮小は、一般的な意味で「低い給与」によるものであり、それは「行動の逸脱」ではなかった。
上司がボルソナーロにとった態度は、国家シークレット・サービス（SNI）長官のジョアン・フィゲイレド（João Figueiredo）、国家安全局長官を務めたニュートン・クルーズ（Newton Cruz）将軍を含み、積極的な事前配慮にもとづく反応（逮捕）へとつながった。
ボルソナーロは、軍事工学研究所（IME）の役員と妻の支援にくわえて、全国各地から約150ものの電報を受け取り、リオデジャネイロのプライア・ヴェルメーリャの軍事複合施設の前でデモンストレーションを行なった。結局、連邦軍事高等裁判所で無罪宣告を受けた。

### ベコ・セム・サイダ作戦
1987年10月27日、「ベコ・セム・サイダ作戦」を『Veja』誌の女性記者カシア・マリアに伝えた。
当時、ボルソナーロは軍人の給与改善を支持していた。作戦はレゼンデやリオデジャネイロ、ほかの場所のいくつかの軍兵舎のバスルームで低威力の爆弾を爆発させ、低賃金に対して抗議をするというものだった。さらにリオデジャネイロの自治体に水を供給するバイショ・グァンドゥのダクトに爆弾をおく計画も描いていた。Veja誌はその資料を陸軍大臣に届け、4ヶ月の調査ののち、報告書は正しいと結論づけた。1986年、ブラジル民主主義復帰1年後、リオデジャネイロでの兵力を用いたダクトおよび兵舎襲撃計画の咎で逮捕された。
事件は連邦軍事高等裁判所（STM）に届けられた。 1988年6月、裁判がおこなわれ、裁判所はシルバロ大尉とボルソナーロの弁護を受け入れた。それによれば、陸軍警察によって専門家報告がなされた証拠は、筆跡の比較を許さないという点において不十分であった。のちになって、この裁判そのものはボルソナーロの手書きを確認した連邦警察によって否定されることになった。 いずれにしても、連邦軍事高等裁判所は2人の士官を無罪にし、その士官は陸軍幹部に残った。
1988年、予備軍へゆき「大尉」の称号を取得し、同年にリオデジャネイロの議員と選挙戦を繰りひろげ、政治キャリアを開始した。

## 政治キャリア

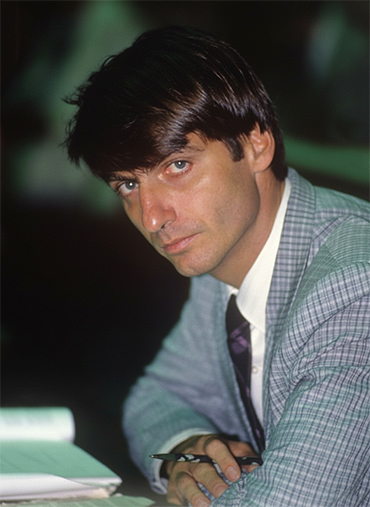
ボルソナーロのリオデジャネイロ市議員時代の写真（1990年）

1989年、キリスト教社会民主党の「リオデジャネイロ市（州ではない）」の市議員として公的生活にはいった。
1990年の選挙から4年の任期で同じ政党の連邦議員になった。改革進歩党（PPR・1993-95）、ブラジル進歩党（PPB・1995-2003）、ブラジル労働党（PTB・2003-2005）、民主党（PFL・2005）、進歩党（PP・2005-2016）、キリスト教社会党（PSC・2006-2017）に加入した。
ボルソナーロは極右政党であるPRONAに加わることを考えていた。彼は民族主義的で保守的なアイデアと、共産主義と左派に対する彼の批判で知られるようになった。 1960年代のブラジルの軍事独裁政権の時代を公然と擁護しているが、その復権は主張していない。ブラジルの大統領選挙では2018年に社会自由党（PSL）の候補者となった。

### 選挙パフォーマンス
2010年の選挙では、リオデジャネイロで約12万投票を得、11番目に投票数を獲得した連邦議員だった。 そのキャリア前期において警察の最低賃金を保障する「PEC300」の承認などで際立っていた。下院議会でのブラジル軍の非公式代表であると同時に軍人の賃金の修正を擁護している。2014年に再選され、リオデジャネイロ連邦議会議員の投票で464,572票を獲得した。
2014年の総選挙では有権者の6％（464,000票）が支持し、リオデジャネイロ州の下院議員で最も得票した。キリスト教社会党（PSC）に加入ののち党指導部と対立し、大統領選挙への立候補をにらんで、2017年に国民エコロジーの党（PEN）へ入党するための準備を開始した。現在は社会自由党（PSL）に所属している。
2017年2月2日、3度目の下院議会の議長選に立候補し、4議員の票しか得られずに敗れた。2005年と2011年にも立候補しているが、いずれも落選している。

### 政治姿勢

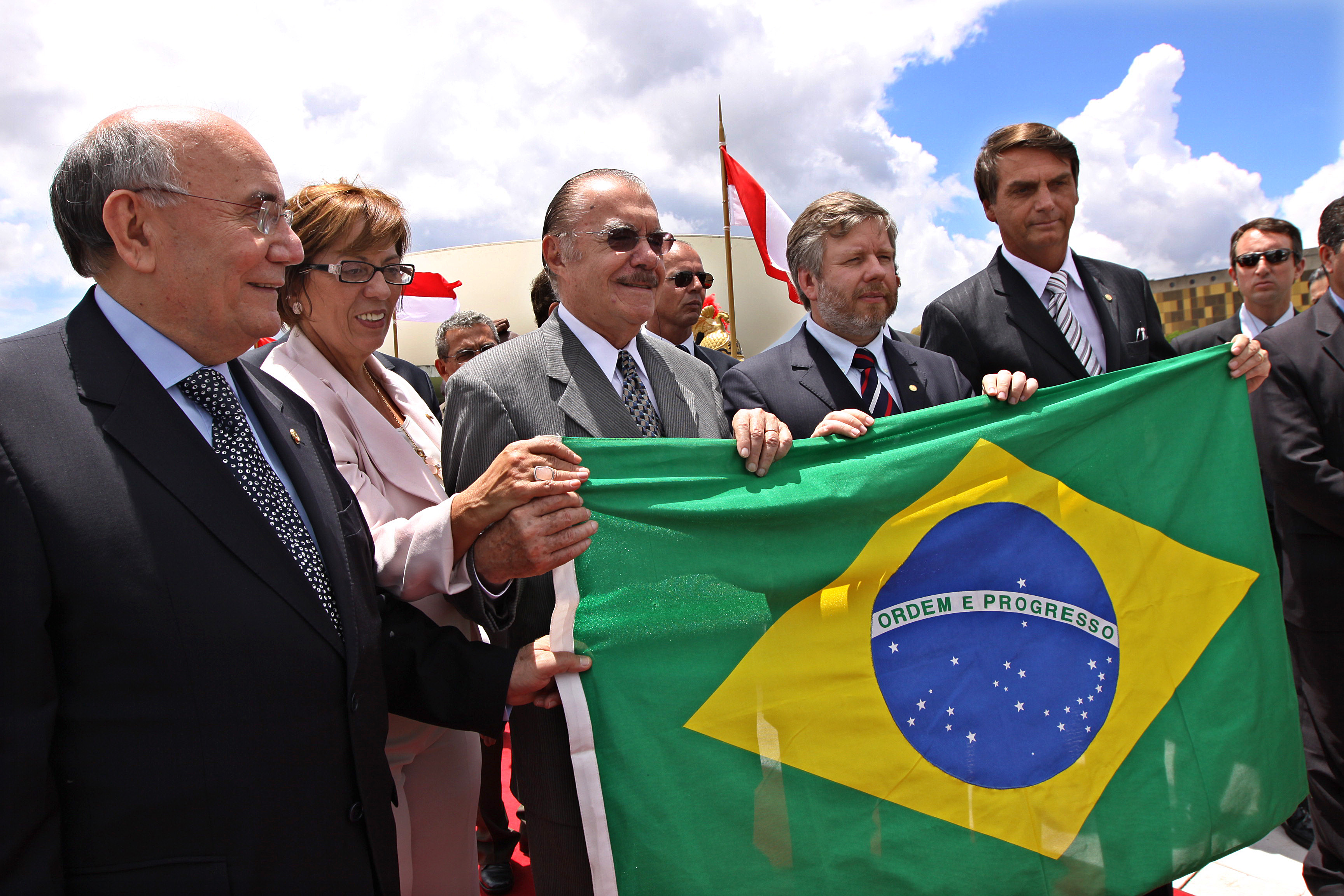
ボルソナーロと議員（2009年）

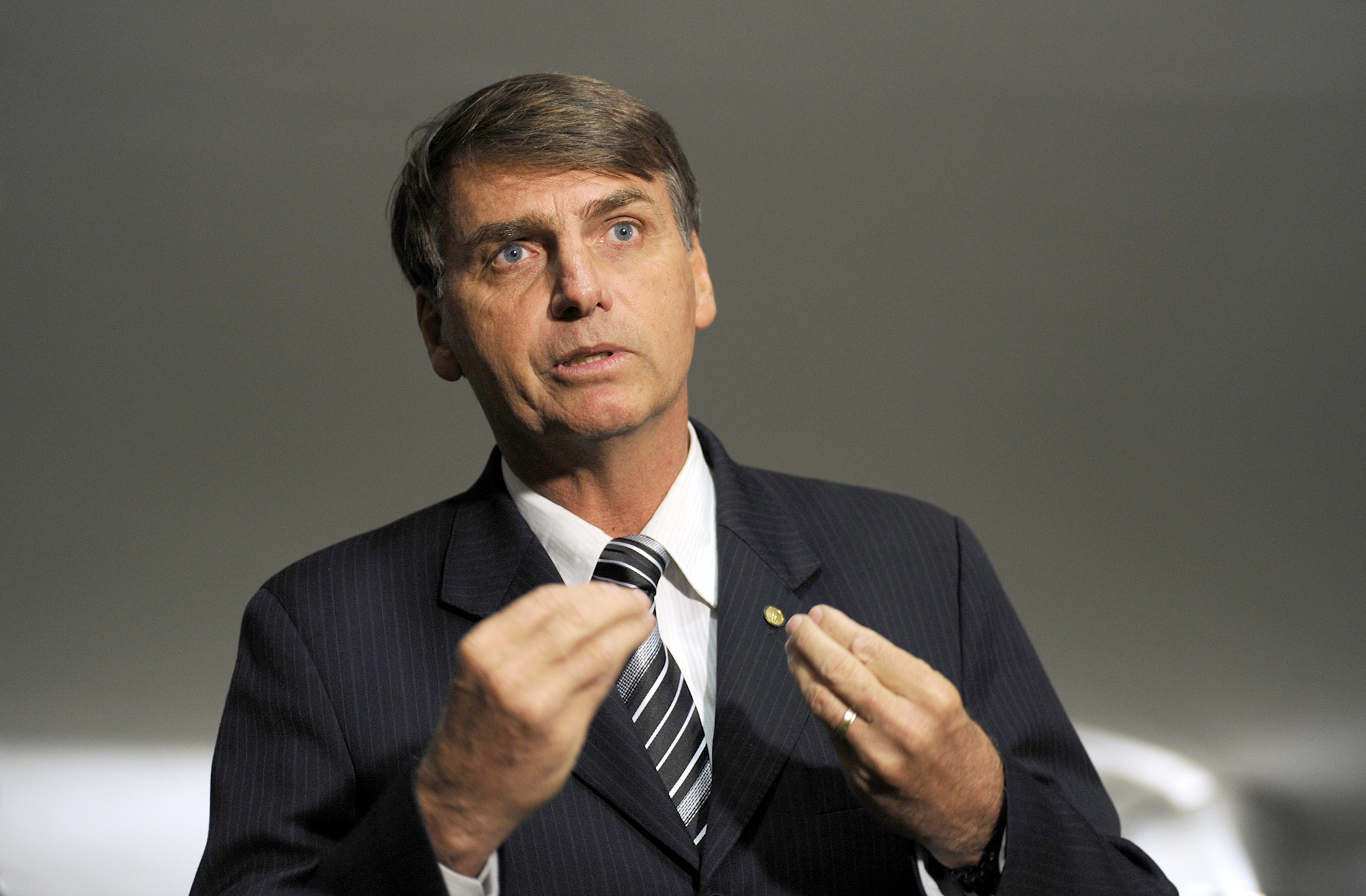
ボルソナーロ（2010年）

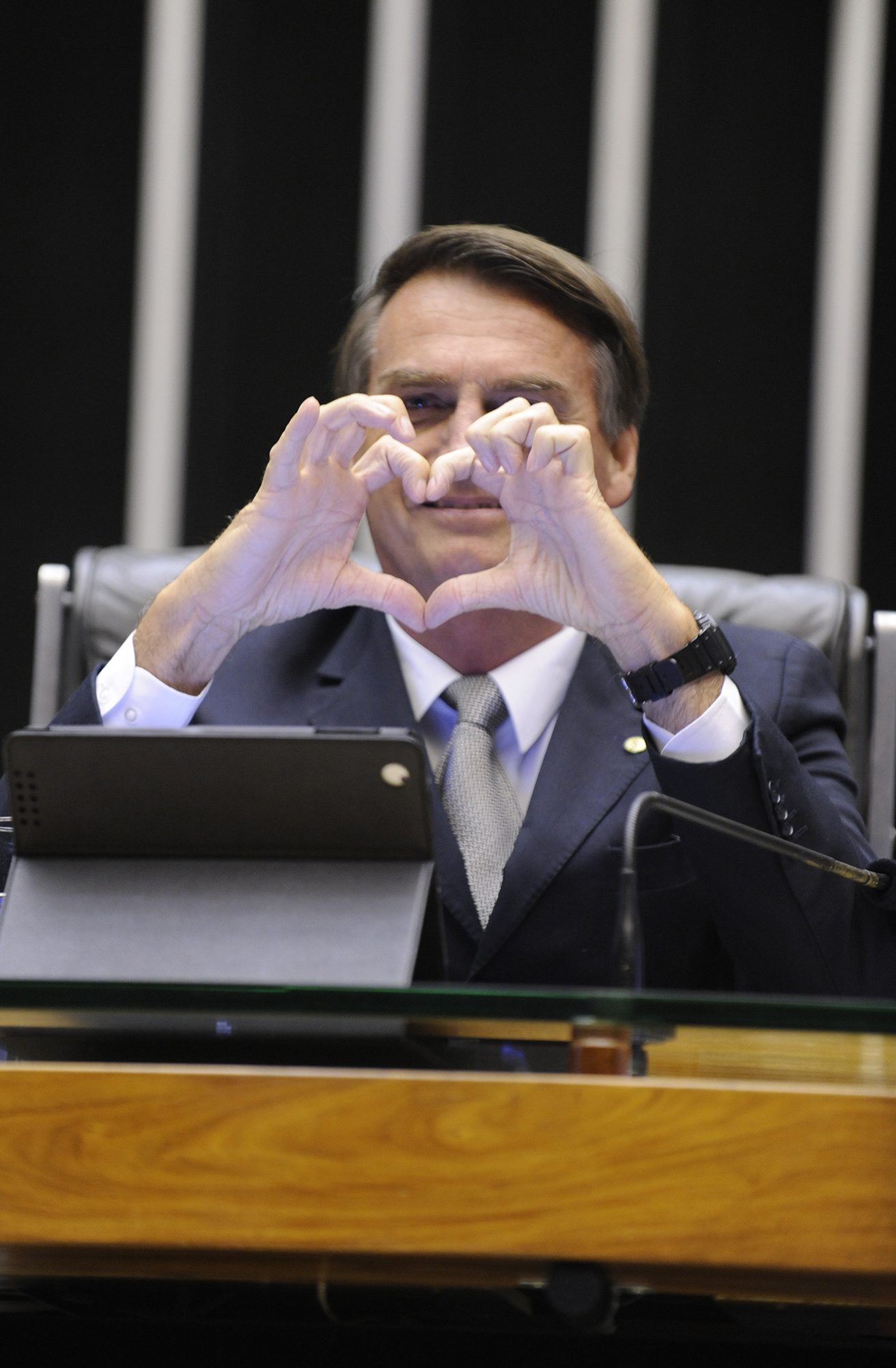
流行りのハートマークをつくるボルソナーロ（2014年）

約25年もの議員生活間、中断されがちな議会において2件の法案と1件の修正案の承認を果たした。
電子投票箱に投票の横に「領収書」を発行する憲法改正案、コンピュータ製品の工業化製品（IPI）に対する免税の恩恵を拡大する法案、およびホスホエタノールアミン（エタノールアミンリン酸）の使用を認める法案である。
ボルソナーロの提示する電子投票の改正案は、たとえシステムが定期的にテストされていてもブラジルと同じ技術を使用している国が「世界にはない」ため、電子投票の詐欺を避けるために証明書を印刷することはブラジルの電子投票箱が信頼できないことを暗示している。最高選挙裁判所（TSE）によれば、公的資金に約18億レアルの追加費用を生み出す。ボルソナーロは右翼理想を持つため「差別」に苦しんだことについて、他の議員から十分な支持を得ていないと主張、修正案の承認を正当化した。
軍縮規程の廃止を支持し、地主は「土地なし農民運動（MST）」の侵入を防止するために「銃を持つ権利」があると主張している。さらに、刑罰制度を進めるために強姦罪で有罪を宣告された受刑者たちに、「自発的な化学去勢」を可能とする法案を提出した。
公に同性愛を非難し、同性愛者のカップル、子供の同性結婚や養子縁組などLGBTの人々の権利を付与する法律の施行、性転換のための民事登録の変更に反対している。
ドラッグの合法化反対主義者。2011年4月のCQCテレビの番組インタビューで、もしあなたの息子が薬物使用者であった場合、どのように反応するかという質問に対して、以前の答えを繰り返した。
「大量に与えるね。間違いなくそうするだろう」
ボルソナーロはまたアフロ・ブラジル人への積極的な承認姿勢にも同意しない。 2006年には公立大学におけるクォータ政策の策定に対する抗議として、議会の補完的な法案を提示し、黒人と混血の代議員のための割当量の設定を提案した。
いくつかのインタビューでは計画的な犯罪の場合、ブラジルの「死刑制度」復活への好意的な立場を示している。「犯罪者は彼が恐れるものだけを尊重するのだ」と彼は述べている。また、2008年には刑法の大部分の削減を支持するリオデジャネイロで唯一の下院議員であり、非致命的兵器の使用を拡大する法案に反対した。
2000年、ISTOÉ紙とのインタビューで計画的犯罪の場合の即決裁判、麻薬密売、誘拐の場合の拷問の使用を擁護した。「その目的は口を開けた顔をつくること」「口を割らせて、マウスピース（証言）をもぎ取るためだ」と述べ、その正当化をした。 さらに「検閲」も擁護しているが、それがどのようなタイプの検閲なのかは特定していない。
これらの言明にもかかわらず、最近になってこれまで拷問に肯定的だったことはないと断言した。
21歳以上の希望者のために卵管結紮手術および精管切除手術（避妊手術）をおこなうための「統一医療システム（SUS）」を提供する憲法改正案（PEC）の立案者だった。彼は多くの貧困家庭は経済的事情からこのような手術がおこなえず、それが理由で家族計画を行うことが困難であると主張した。
2016年、「腐敗に対する10の措置」に対抗して立案したが、「オペレーション・カーウォッシュ」に関与している当事者や議員が中心になって改正された改正案は、不法資金犯罪を赦免するためのものだった。
10月、議会議員は連邦最高裁判所（STF）によるVaquejada（カウボーイの馬を使ったスポーツ）の解放を支援するため、ブラジリアでのイベントに参加した。
2017年、連邦裁判所はボルソナーロにリオデジャネイロでのイベントでのアフリカ系民族に対する人種差別的な発言の咎で50,000レアルの罰金（16,000ドルを超える）の支払いを命じる判決を下した。
しかしその数日後、「黒人は繁殖する役割ではない」と述べた。
その年の8月、同じように左派労働党（PT）のマリア・ドゥ・ロザリオ下院議員に10,000レアルの支払いを命じる判決が下された。この女性はボルソナーロの様々なメディアのインタビューに飛び入り、若い夫婦を誘拐し、レイプして殺した16歳の少年、 "シャンピニャ"の行動を非難した。
インタビューが中断している間、マリア・ドゥ・ロサリオ下院議員はボルソナーロが強姦擁護派であると非難した。それに対しボルソナーロは「彼女（マリア・ドゥ・ロザリオ）はレイプされるに値しない。なぜなら彼女は醜いからだ。私のタイプじゃない。私は強姦魔ではない。強姦魔だったとしても彼女をレイプしない。それに値しないからだ」と述べた。
2007年初め、ウビアリ副議長の秘書役を務めていた現在の妻ミシェレと出会う。 ジャイールは進歩党（PP）で指導的な地位を保持したのち、彼女を事務室秘書に任命したが、連邦最高裁判所は、行政の第3段階までの親族の雇用が禁じられているとし、ミシェレは職を罷免された。
下院において、外交、国防、公共安全、組織犯罪と人権とマイノリティに関する責任者だったが、女性議員に、「わたしはあなたを強姦しないだろう。なぜなら、あなたはそれに値しないから―」と暴言を吐き、罰金刑を科せられた。 また、自分自身の家族が男女混合であることについて以下のように説明している。
「わたしには5人の子供がいるが、 最初の4人は男ができ、最後に力が弱まって女の子になった」。

## 大統領
2018年10月7日、大統領選挙の第1回目投票において46.03％の票を獲得し、労働党フェルナンド・アダジ（29.28％）候補と共に決選投票に進んだ。ボルソナーロはアダジに対して優位に決選投票を進め、10月28日の決選投票で当選した。
掲げられたスローガン「Ele não（彼はノーだ）」の下、SNSを通じてつどった人々は大多数が女性で、彼のこれまでの演説でのミソジニー（女性蔑視）やホモフォビア（同性愛嫌い）、人種差別主義を批判、拒否反応を示した。デモはブラジル国内だけで80以上の街でおこなわれ、とりわけ反＝ボルソナーロの中心となっているサンパウロでは20万人以上もの人を集めた。さらに国外でもドイツ、フランス、アルゼンチン、アメリカのみならず、モザンビークや南アフリカにまでデモの波は及んだ。2018年9月30日、ブラジル各地および世界の都市で数十万人規模の「反＝ジャイール・ボルソナーロ」デモがおこなわれた。
2019年1月1日、ミシェル・テメルにかわって共和国大統領に就任した。
大統領就任以前から組閣人事をはじめ、経済学者パウロ・ゲデス（英語版）を経済大臣に、マルコス・ポンテス宇宙飛行士を科学技術大臣に選んだ。当初、彼は内閣が15人の閣僚で構成されるだろうと見積もっていたが、2018年12月に最後の大臣であるリカルド・サレスを発表したときにはこの数字は22人になっていた。ちなみに、前任者であるテメルの元内閣は29人の閣僚を擁していた。
ボルソナーロ内閣は16人の閣僚、2人の閣僚級の地位、および首席補佐官オニキス・ロレンゾーニを含む4人の大統領秘書らによる22人で構成されている。そこには、法務大臣としてオペレーション・カー・ウォッシュの主任裁判官のセルジオ・モロも含まれている。
先住民地域の所轄権限から先住民機関FUNAIを取り除き、地域は非常に小さな孤立した人口で占められており、実質的にNPOに支配されていると主張した上で、より大きなブラジル社会に統合することを提案した。批評家たちは統合が原住民を「文化的同化」に苦しませることにつながると恐れている。
アルゼンチンのマウリシオ・マクリ大統領はボルソナーロがブラジル大統領に就任して以来、ブラジリアを訪問した最初の外国政府指導者となった。
ベネズエラでのニコラス・マドゥロ大統領の二度目の就任は、ボルソナーロ就任の数日後に行われた。 2018年のベネズエラ大統領選挙の結果は、国会がその結果を拒絶しマドゥロを任期終了以来不当な支配者と見なし、フアン・グアイドが大統領代行に任命したため2019年のベネズエラ大統領選挙の危機につながった。ボルソナーロはマドゥロの就任式に出席せず、アルゼンチンのマクリ大統領とアメリカのトランプ大統領と共にグアイドをベネズエラの正当な支配者として認めた。ボルソナーロは「わたしたちは秩序、民主主義そして自由を再確立するために可能な限り全力を尽くし続ける」と述べた。
2022年10月の大統領選挙に再選をかけ立候補し、当初は対立候補のルイス・イナシオ・ルーラ・ダ・シルヴァ元大統領に支持率で大きくリードを許していたが10月2日の投開票では得票率43.2％と善戦し、ルーラ・ダ・シルヴァは48.4％と過半数には届かず決選投票に持ち込んだ。同月30日の決選投票では49.1％にとどまり、50.9％を得票したルーラ・ダ・シルヴァに敗れた。11月22日、電子投票機の6割近くに「不具合があった」と主張し、選挙結果の無効を求める異議申立書を高等選挙裁判所に送付した。23日、高等選挙裁判所は異議を却下した上で、不誠実な訴訟だとして、ボルソナーロの右派連合に対し、2290万レアルの罰金を科した。12月30日、年末までの任期を残したまま、側近や夫人を従えて空軍機でアメリカへ出国した。2023年1月1日に就任するルーラ・ダ・シルヴァ新大統領の就任式への出席を回避するためとみられる。
2023年1月8日、ボルソナーロの支持者らが、ブラジリアの連邦議会や最高裁判所、大統領府の建物に侵入して破壊活動を行った。警察により約4時間で制圧され、約300人が逮捕された。

### 治安
大統領選では、治安対策を公約に掲げていた。ブラジル大手放送局グローボなどによる調査では、ブラジルの2019年1～7月の殺人件数は、前年同期比22.6%減とされる。ブラジルの殺人は、2011年から2017年までブラジルの殺人件数は増加傾向にあった。

### 経済
2018年の大統領選挙の投票でボルソナーロが急に注目されたことによって、市場でのリバウンドが起こり地域と現実の株価が回復した。 一部のアナリストによると、これは投資家の信頼が決選投票でのボルソナーロ勝利の方向にあるためだという。
自身の経済顧問は市場原理主義を代表するミルトン・フリードマンを生んだシカゴ学派経済学者である博士パウロ・ゲデスであると公式に述べている。彼によると、ブラジルの国家経済における最大の問題の1つは"リソースと権力の集中が政治を腐敗させ、経済を停滞させていること、それは"機能不全の状態"であり、"国家はすべてに干渉し、すべてに介入するが、分配は最小限であり、リソースの消費は最大限となっている"とする。主要な懸念事項のもう一つとして、ブラジルの公的債務の膨らみであり、これは利息の年間支払が過大であることを意味する。 一方、自身は富裕層の人々の所得税を減らすためのゲデスの考え方を拒絶したと表明した。
ボルソナーロは「プレサル― pré-sal（ブラジルの大規模油田）」の採掘開始に賛成票を投じ、「自由市場がこそ自由の母である」と主張している。これまでのボルソナーロの政策決定は必ずしも自由主義者とは言えない面も指摘されているが、その目標はロナルド・レーガンを参考にした経済的自由主義である。

### カーニバルへの投稿炎上
以前から同性愛嫌いと左派政権によるブラジル文化の破壊を憂いていた大統領はリオのカーニバルの最中の3月2日、同性愛者どうしがパレードの最中に公衆の面前で排尿する性的に露骨な動画をツイッタ―にあげ、「これを見せるのは気分がよくないが、人々が優先順位を認識するように真実を明らかにしなければならない」、 「ブラジルのカーニバルは変質した」とコメントを添え、さらに翌日「ゴールデンシャワーとは何？」と付け加えた。
これに対して、ブラジル各紙では、怒り、当惑の見出しが続いた。Folha de SãoPaulo紙は「大統領は肛門をいじる男のビデオを投稿し、それがカーニバルの一般的なシーンであることを示唆した」とし、O Globo紙は「ポルノ的なつぶやきは政府を困らせる」と書いた。右派ウェブサイトO Antagonistaも大統領を「ポルノ作家」と呼んで非難した。
人類学者ロサナ・ピンヘイロ・マチャドは、「彼はファシストだが、これは歴史上見たことがないような失敗だ」と述べた。また、リオデジャネイロの左派議員モニカ・フランシスコは「エチケットと尊敬はどうしたの？」と疑問を呈し、「大統領はすくなくともこの国の最大パーティー、わたしたちの多様性と文化の象徴であるパーティーを尊重すべきです」とし、 「彼が示しているのは…抗議に対して、民主的な対処法を知らないということです」とコメントした。

### アマゾンの火災対応

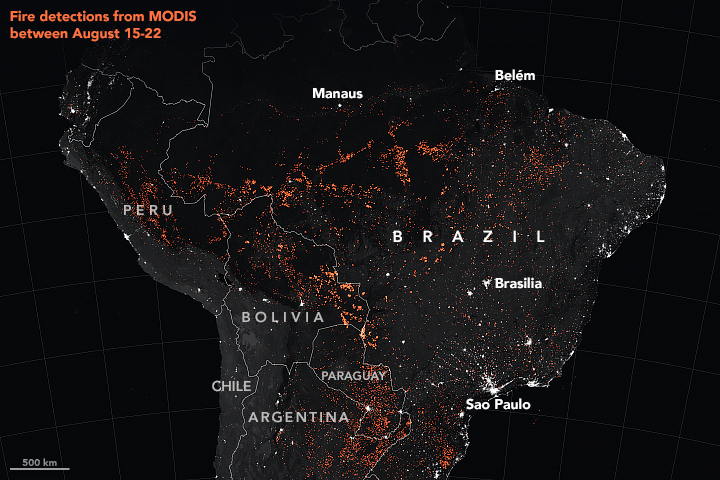
2019年8月のアマゾン火災の写真。

2019年8月、前年同期に比べて、アマゾンの火災件数が85%増加している事が判明した。ブラジル国立宇宙研究所の報告では、2019年6月の火災件数は、2018年の同月に比べて88%増加しており、識者はボルソナーロが大統領に就任した2019年1月以降、火災件数が大きく加速したと指摘する。アマゾン近隣の町のみならず約3,200キロ離れたサンパウロ上空でも煙が空を覆い、火災に伴う停電も起きた。ブラジル環境省は、アマゾン地帯の北部と、中央から東部にかけての広い範囲での自然乾燥が火災の主因だと述べたが、国立宇宙研究所は「今年の気候に異常はない。雨量も例年よりいくぶんか少ない程度だ」とその主張を否定した。その初動において、ボルソナーロは積極的な火災対策を控えていた。以前より、大統領選でボルソナーロと争ったフェルナンド・アダジは「私のライバルが選ばれればアマゾン地帯の崩壊の始まりだ」と指摘しており、メディアからは大統領の開発重視、環境軽視の姿勢が火災の拡大につながったと見られている。
議論ののち、大統領はブラジルにおける森林伐採の増加を強調したブラジル国立宇宙研究所の所長リカルド・ガルヴァンを解任した。また2019年8月21日、「私が民間公益団体（NGO）の財源を削減したことで、私の施政を辱めるためにNGOが火を放っている可能性がある」と発言し、議論をよんだ。さらに森林火災件数に関して、過去15年間の「平均値」に近いと述べ、「伝統的に暑く乾いた時期の最中だ。風が強く、この時期には毎年、山火事がある。特に暑い年には山火事が増えるものだ」と自然要因を強調している。アメリカ航空宇宙局の報告は、ボルソナーロの主張通り、アマゾン盆地全体の森林火災は過去15年間の平均値に近いと述べ、他方、ブラジル国立宇宙研究所は今回の火災は通常の乾季と同一視出来ないとし、今年1～8月21日の間に7万5000件以上の森林火災が発生し、昨年の同期間の4万件を大きく上回っていると主張した。火災件数のみで見ると、実際2002年から2010年の間（ルーラ政権下）の件数が多かったという指摘もある。
2019年8月23日夜、環境問題を重視する欧州諸国からの圧力を受けて、火災対処のため、ブラジル軍の派遣を許可する大統領令を発令した。この問題は、8月24日からフランスで開催されているG7(主要国首脳会議)でも議題に取り上げられたが、ボルソナーロは「当事国が参加しないG7で議論することは植民地主義的思考だ」と反発した。さらに1800万ユーロもの資金援助が提案されるも、8月28日、ボルソナーロは「マクロン大統領はノートルダム大火災さえ避けられなかったのに、わたしたちに何が言えると言うのか」と、その申し出を拒否した。また、SNS上でマクロン大統領と自身の妻をめぐる2倍近い年齢に関わる外見的な揶揄のコメントを投稿し、論争となった。
ボルソナーロはこの火災に対する世界的注目の元凶がマクロン大統領の環境保護発言にあると目し、「アマゾンの主権はブラジルにある」「わたしはG7ではなく、G7に参加する大統領のひとりに対して反対している」とマクロンに反発する姿勢を強め、論戦を繰り広げている。これに対して環境保護にほとんど無関心なトランプ米大統領は「アマゾンの火災に全力を尽くし、あらゆる点でブラジルの人々のために素晴らしい仕事をしている」とツィッタ―上で声援を送り、ボルソナーロは「大統領、ありがとう。わたしたちは火災との戦いに大成功している。主権に対するフェイクニュースキャンペーンは機能しない」と答えた。いっぽうで、2019年2月に30％にも満たなかった自身の「不支持率」は、8月に入ると53.7％にまで上昇している。他の調査によれば、ブラジル人のほぼ80％が、環境保護または先住民保護区の鉱業開発を拒否している。
フランスとアイルランドはEUと南米の関税同盟メルコスールとの間で合意された貿易協定を停止させる可能性に言及、現在EUの議長国であるフィンランドは、ブラジル産牛肉の輸入禁止を提案し、9月の財務相会議の議題にこの問題を載せるとしている。 2018年、ブラジルはEUにおよそ136億ドルの農産物を輸出している。
8月29日、「原則60日間、土地に火を付ける許可を出すことを停止する」旨の野焼き禁止の大統領令を発令した。警察当局はバラ州の環境保護地区内での違法伐採と野焼きに関与した疑いで男1人を逮捕し、2人の行方を追っているとした。30日、ボルソナーロはヨーロッパがブラジルの環境問題に対して「教えることはなにもない」と述べ、従来の立場を強調した。また、マクロンが「アマゾンの主権」に関する発言を撤回すれば、対話に応じると繰り返し述べた。
9月23日、ニューヨークで催された国連気候サミットで演説し、アマゾンの森林火災は「詐欺」によって、でっちあげられたとし、マクロン大統領と併せてメディアを非難した。続けて「アマゾンでは西ヨーロッパよりも大きな森林がほとんど手付かずのまま残っており、それこそがブラジルが最も環境保護に力を入れている国のひとつである証拠だ」と自らの正当性を主張した。
火災を受けて、マクロン大統領のみならずディカプリオやジョコビッチ、マドンナ、ロナウドなどの海外の著名人、日本の芸能人ローラ、ブルゾンちえみらがこぞって火災を懸念するツイートをSNS上にアップした。しかしそこにアップされた写真はいずれも現在のアマゾンを写したものではなく、過去の火災写真が混同されて使われていたという。SNS上で災害を憂うに際して、写真に関する事実関係の確認の難しさが浮き彫りとなった。

### 就任百日後
2019年4月11日、大統領就任100日を祝った。 「（ハネムーン期間中のブラジルは）明るい青空の時間」を過ごしたとし、年金改革、社会政策、インフラ、経済、環境、そして制度改革の目標を語った。またチームへの謝辞と同時に神への忠誠を告白した。「ときどき、わたしは神にここにいるために何をすればよいのかを尋ねます」と大統領は述べた。
いっぽうエルパイス紙はハネムーン期間は「混乱」していたと評した。わずか3ヵ月の間で2人の大臣を解任し、1964年の軍事クーデターを祝うよう軍に働きかけ、ブラジルの内外で非難を呼んだ。「ナチズムが左翼から起きた運動だったことは疑いの余地はない」と述べてドイツの歴史家に否定されたことや「年金改革」と「汚職や犯罪との戦い」は進展しているものの、経済はまだ離陸していないことなどを書いた。
またインディペンデンス紙は先住民族の土地の境界画定と規制責任を先住民部から農業省へと引き渡す処置を取ったことにつづく一連のボルソナーロの先住民への攻撃、土地の蹂躙、同化政策を非難した。これに応じてブラジル裁判所は大統領に対抗する姿勢を見せているという。しかしブラジル政府はILO条約第169条として知られている「部族および先住民族の権利に関する国際法」からブラジルを撤回すると脅迫している。先住民族に対する暴力は単に資源をめぐる戦いではなく、多くの場合「ヘイトクライム」であり、ボルソナーロの選挙戦勝利の夜、ブラジル北東部パンカラル地区で保健所と学校が爆破されたことは先住民コミュニティに対する宣戦布告だとした。
Datafolha社の調査によれば、ボルソナーロ政権を支持する（良い）と答えた人は32％、支持しない（悪い）が30％、どちらでもない（普通）が33％となった。有権者はボルソナーロに根本的な変化を託し、システムを好転させ、経済を復活させることを望んだが、スタートは不均一なものとなった。O Globo紙は、大統領は最初の100日間で35の約束のうち18が果たされ、17がまだ部分的だと主張した。

### 対米関係

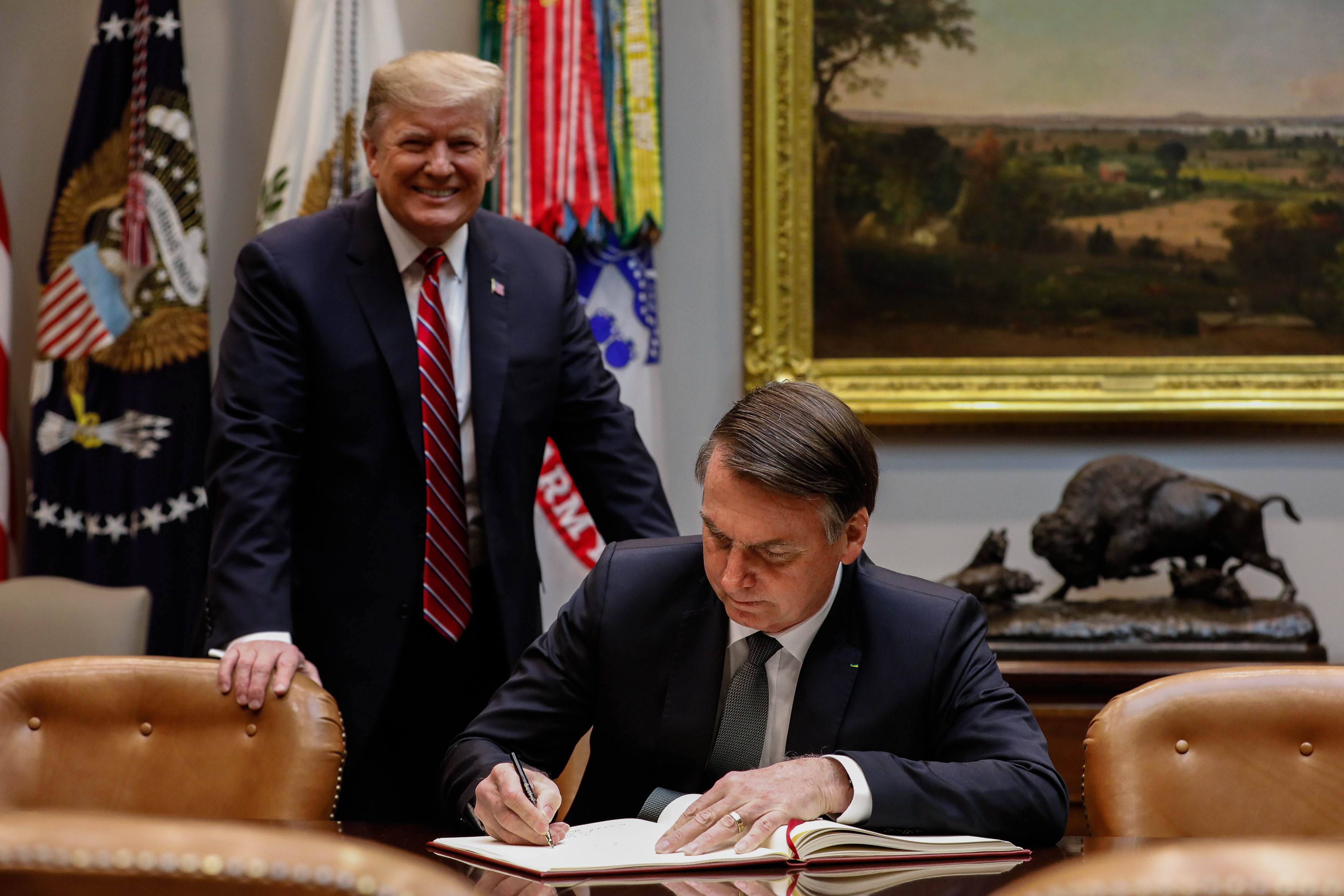
トランプ米大統領（左）とボルソナーロ伯大統領（右）。

2019年3月12日、「熱帯のトランプ」ことボルソナーロ大統領はホワイトハウスを訪れ、トランプ米大統領と面談し、保守、ポピュリスト政治で互いに称賛しあった。同日、催された共同記者会見の中でトランプは、ブラジルを主要な非NATO同盟国（MNNA）に指定し、ブラジルを「NATOの同盟国」にするキャンペーンを支援すると語った。「NATO以外の主要な同盟国」となることは、米国の軍備と技術購入への優先的なアクセスを与えられることを意味する。また、2人の大統領は社会主義を繰り返し否定し、ベネズエラの左派指導者ニコラス・マドゥーロ追放のため共同歩調をとることを誓った。2019年3月にはベネズエラ寄りな南米諸国連合に対抗する新たな地域連合として結成されたラテンアメリカの進歩と発展のためのフォーラム（Prosur）に他の親米的な南米諸国とともに参加した。
「わたしたちがブラジルと持っている関係はかつてないほど良くなった」 「他の大統領は敵意がおおかったと思うが、今、敵意は全くない」 とトランプ大統領は述べた。ボルソナーロ大統領は「自由を保ち、伝統的な家庭生活、わたしたちの創造主である神を尊重し、誤ったジェンダーイデオロギーやポリティカル・コレクト、フェイクニュースに反対する」とした。のちにトランプは「大統領（ボルソナーロ）が「フェイクニュース」という言葉を使っているのを聞いて、わたしはとても誇りに思った」とコメントした。
トランプの国家安全保障顧問ジョン・ボルトンもボルソナーロを賞賛し、O Globo紙に「トランプ大統領を北アメリカのボルソナーロと呼ぶかもしれない」と語った。
2019年12月2日、トランプは、ブラジルが通貨を切り下げてアメリカの農業に打撃を与えていると批判して、ブラジルの鉄鋼・アルミニウムに関税を課した。これに対してボルソナーロは、対米協議を行うと述べた。20日、ボルソナーロは、トランプとの電話協議で関税を回避したと述べた。

### イスラエルとの関係
2019年4月1日、長らく左派政権だったブラジルに登場した宗教右派のボルソナーロは新しい友人としてイスラエルのネタニヤフ首相とキリスト教のもっとも重要な聖地「聖墳墓教会」と「嘆きの壁」を訪れた。エルサレムの旧市街、六日戦争以来占領されたこの土地は、国際的承認を受けていないことから、通常、各国高官は公式の訪問先に含めてないが、2017年のトランプ大統領につづいて、その慣例を破るかたちでの訪問となった。もともとカトリック教徒だったボルソーナロ大統領は2016年にヨルダン川でエヴァンジェリストとして洗礼を受けている。
外交面では在イスラエル・ブラジル大使館をエルサレムに移転すると発表していたが、アメリカにつづいてブラジル大使館をエルサレムに移動させるというボルソナーロの当初の提案は、イスラム世界を激怒させ、アラブ諸国との関係を悪化させ、ブラジルのハラール肉輸出による数十億ドルを危うくする可能性があることから、ブラジル高官によって取り消されている。「エルサレムが首都であるという認識はありません」「わたしたちの大統領が大使館を動かす可能性は評価します。しかしそれはわたし達が現時点で下した決定ではありません」とブラジルの大統領報道官バロスは述べた。

### 対日関係
ゲーマーでアニメ好きの四男レナンの影響からか、ときおりツイッタ―上に日本のアニメのキャラクターとコラボする写真がのせられることがある。
大統領就任以前の2018年2月25日、日本の都市の中で最もブラジル人の人口が多いといわれている静岡県浜松市を訪れ、ブラジル総領事エルネスト・オット・フーバルチと面会した。歓迎会では三度笠をかぶって写真に収まり、約350人もの集まった支援者を前にした演説に際しては日本国旗に敬礼、「（日本は）ブラジルから見ると、鉱物資源、生物多様性、水力発電、風力、太陽、素晴らしい海岸線などすべてが揃っているが、残念ながら政治的階級がある」と所感を述べた。
2019年3月18日、日本、米国、オーストラリア、カナダからの入国ビザを免除することを発表した。ワシントンへの公式旅行にあたってトランプのための措置とみられるこの免除は観光、ビジネス、トランジット、芸術的活動やスポーツ活動などの入国にも適用され、「国益以外」の人々にも及ぶ。また日本企業にとっても、追い風となると見られている。
2019年5月24日、年金改革をめぐる記者会見で「小幅な改革なら日本の改革に終わる、向こうではすべて小さいからだ」と述べて物議を醸した。15日にはブラジルの空港内で記念撮影した東洋系の人物に向かって卑猥なジェスチャーで「向こうでは全部小さいんだろう？」と発言して人種差別的と批判されていた。なおOECDの統計によると日本人女性の平均身長やバストのサイズはブラジル人女性と比べると小さいが、ブラジル人男性の平均身長や股間のサイズは日本人男性と比べると小さいという結果が出ている為に日本人からは「お前らブラジル人男性が全て小さい」「日本人男性と比べるとブラジル人男性は体も股間も脳みそも小さい」と揶揄された。
2019年5月2日、徳仁天皇即位を受けてメッセージを発表し、「徳仁天皇即位によって始まった令和時代も、日本の平和と繁栄が続きますように。ブラジルと日本の伝統的な友好とパートナー関係が一層深まることを願います。バンザイ」と祝意を表した。
2019年6月、第14回20か国・地域首脳会合に出席するために初来日するも開催地の大阪に向かう途中で同行した軍人が39キロのコカイン所持で逮捕される事件が起きた。
2019年10月、来日して第126代天皇・徳仁の即位の礼に参列した。10月23日には迎賓館赤坂離宮で安倍晋三首相と会談を行った。

### 対中関係

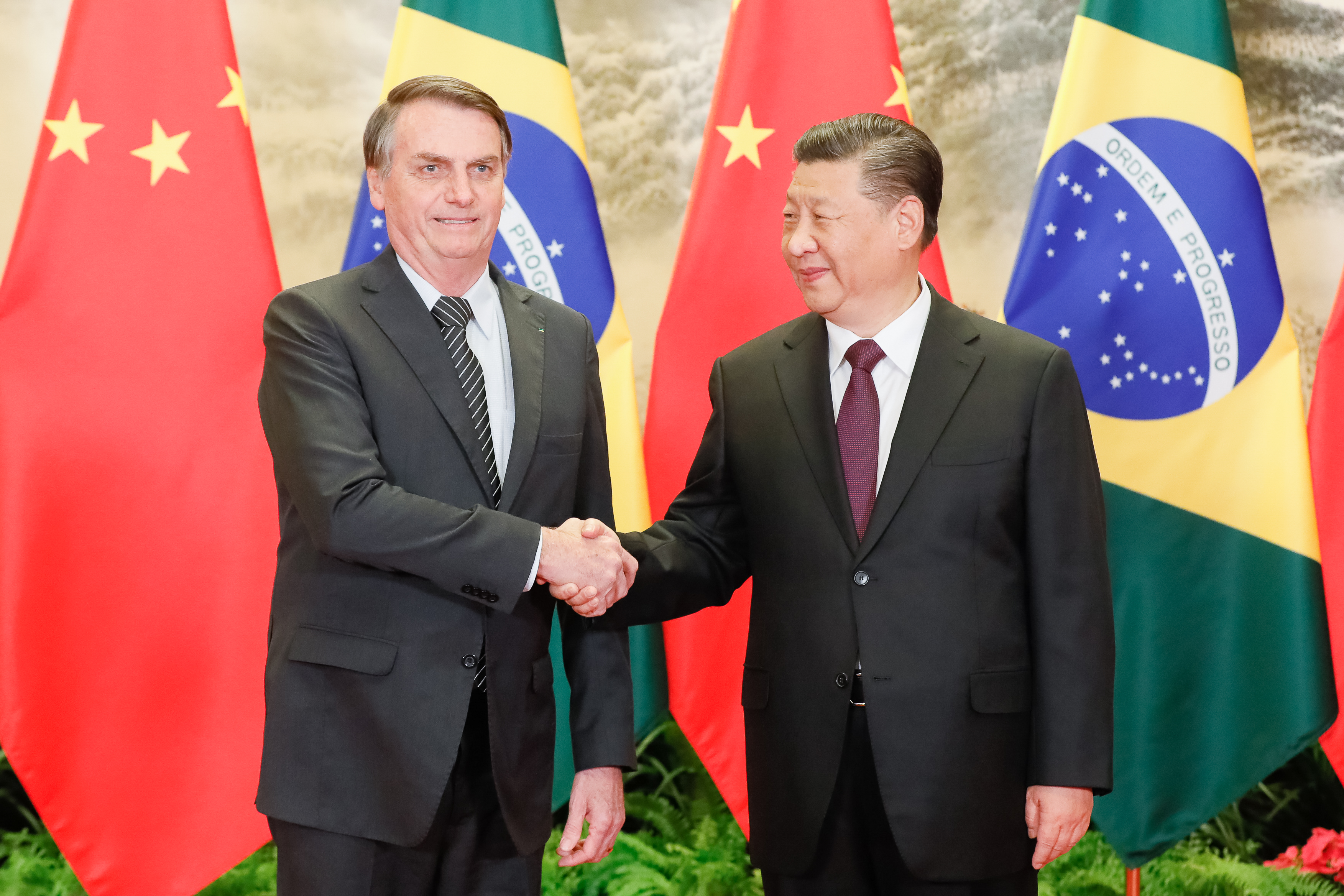
ボルソナーロ伯大統領（左）と中国の習近平国家主席（右）

選挙戦においては共産主義・社会主義を攻撃し、社会主義国である中華人民共和国に対しても「中国人はブラジルではなにも買わず、ブラジルそのものを買う」と批判していたボルソナーロだが、当選後は訪中した際に「中国は最大の貿易相手国だ。貿易や投資をさらに増やしたい」と述べ、BRICS首脳会議をブラジリアで主催した際は選挙中の発言を中国に謝罪し、類似した対中姿勢を掲げたアルゼンチンのマウリシオ・マクリなど他の保守の波現象を代表する南米の政治家と同様に現実的な路線に修正することとなった。
中国と外交関係を樹立したのはボルソナーロが称賛してやまないブラジルの軍事独裁政権であり、政権内の退役軍人の代表で対中政策を担当する副大統領アミルトン・モウランは「ブラジルは脅威としてではなく、戦略的パートナーとして中国を認識している」と述べ、アメリカがブラジルに呼びかけていた5G通信網でのファーウェイ製品の排除についても応じないと述べた。ブラジルでファーウェイは7つの4G通信網のうち6つを構築しており、都市部ではファーウェイの顔認識監視システムが軍警察によって使用されていた。ボルソナーロが大統領に就任した2019年1月に与党社会自由党の議員代表団が中国の顔認証技術などを学ぶために訪中したことは物議を醸した。
ボルソナーロが史上最大規模の事業に位置付けていたプレサル油田入札も中国を除く世界から敬遠され、最大のブジオス鉱区の落札者は中国海洋石油（CNOOC）、中国石油天然気勘探開発（CNODC）、自国のペトロブラスの企業連合であり、それに次ぐイタプ鉱区もペトロブラスのみで他の鉱区の応札はゼロであった。前政権から招商局集団はパラナグア港の運営会社TCPを買収し、国家電網がCPFLエネルジアを買収するなど中国はブラジル最大の投資国でもあり、密接な中国とブラジルの関係は他の中南米諸国やアジアにおける中国同様、不可分なものとなっており、米中貿易戦争の高まりとトランプ政権が打ち出した厳しい対中政策は、その個人的なトランプへの忠誠に番って、ボルソナーロを難しい立場を追い込んでいる。トランプ政権とは表面上は歩調をあわせられても、中南米に対しても厳しい貿易政策をとる米国が打ち出す孤立主義、保護主義的な態度はブラジルにおいては限界があることが示され、ボルソナーロは「ブラジルは貿易戦争に加わらず、世界中と取引をする」と述べた。
また、専門家は農業輸出もボルソナーロの対中姿勢に影響を与えたと説明する。反中的な姿勢には経済的コストがかかり、米国に近づいても補償できないと明言する。米中貿易戦争でも中国向け米国産大豆の代替となることでブラジルの対中輸出を6,400万ドル押し上げた。中国への輸出の大部分はブラジル最大の輸出農産物である大豆などの原料である。先述の通貨安誘導を理由にしたアメリカによるブラジルに対する鉄鋼・アルミニウム関税も多くのブラジル人は米中貿易戦争でブラジルの農家が漁夫の利を得ていることへの当てつけと見ていた。
中国のシノバック・バイオテックからのCOVID-19ワクチンの購入を巡っては、中国製ワクチンを「世界で最も安全なワクチンだ」と主張するサンパウロ州知事のジョアン・ドリアと対立して「ブラジル国民は誰のモルモットにもならない」と批判して購入を許可しないとしていたが、結局他州に先駆けて接種を開始したサンパウロ州に続く形で2021年1月18日に前倒しで中国製ワクチンを配布することとなった。
2021年5月5日の演説で、コロナウイルスに関して「ウイルスは研究室で作られた可能性がある」「軍は化学、細菌戦争が何であるかを知っている。われわれは新たな戦争に直面しているのではないか」と述べ、ウイルスが人為的に作られた可能性や化学・細菌戦に触れながら「私は明言しないが、どの国が国内総生産（GDP）を最も伸ばしているのか」と主張し、中国と名指しはしなかったが、明らかに中国を念頭に置いた非難をおこなった。このボルソナーロによる反中国的発言の直後、中国がワクチン原料の出荷を突然停止し、ブラジルでの生産・供給が一時混乱した。

### 新型コロナウイルス感染症対策
2020年、ブラジル国内で新型コロナウイルスの感染が拡大。3月24日にはサンパウロ州やリオ・デ・ジャネイロ市が自治体の判断で商業施設の一斉閉鎖に乗り出した。これに対して大統領は「われわれは生き続けなければならない。雇用を守らねばならない。普段通りに戻らなければならない」と批判したものの、他州の知事も加わり批難の応酬となった。結果的に3月25日まで27の州・連邦区のうち25州がコロナウイルス対策に必要な規制措置の継続を表明している。
大統領は、これに折れることもなく、4月18日には「新型コロナウイルスには（国民の）70％が感染する。どうすることもできない」と発言。支持者の前で経済活動の再開のために各州が実施している商業規制の緩和を求めた。各自治体首長は経済活動の抑制でウイルスの封じ込めを継続したが、次第に市民の経済的困窮が無視できない状態となったため、サンパウロ、リオ・デ・ジャネイロの両市長は、7月上旬からレストランとバーを再開すると宣言した。
7月3日、新型コロナウイルスの感染拡大対策として、公共の場でのマスク着用を義務付けた法律の条項について、自宅に居たとしても法律違反にされかねないとして拒否権を行使。さらに店舗や企業による従業員へのマスク提供や、公共機関によるマスク配布を義務付けた条項についても拒否権を行使し、議会側に再検討を求めた。
7月6日、ボルソナーロが38度の発熱や咳など新型コロナウイルス感染症の症状を示したことでウイルス検査を受けた結果、翌7日に陽性であったことを公表した。
10月、ブラジルは新型コロナウイルスによる死者数がアメリカに次いで世界で2番目に多い国となった。
9月17日、「新型コロナウイルスの世界的流行で、政治家が学者や医師よりも生死に影響を及ぼすことを知らしめた」としてアメリカのトランプ大統領らとともにイグノーベル賞の医学教育学賞を受賞した。
10月26日、議会上院の特別委員会は、新型コロナウイルスのワクチン購入の提案を放置するなど、適切な対策を取らなかったことが死者の増加を招いたとして、予防的な衛生措置の違反や人道に対する犯罪など9つの罪でボルソナーロの訴追を求める報告書を賛成多数で承認した。

## 襲撃事件

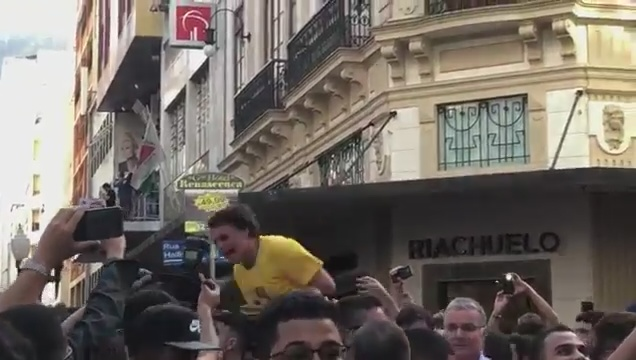
キャンペーン中に腹部を刺されるボルソナーロ。

2018年9月6日、ジュイス・デ・フォーラ市でのキャンペーン中、40歳の男に腹部を刺され、市内の病院に搬送、緊急治療を受けた。小腸、大腸にまで及ぶ重傷だったが、一命は取り留めた。手術は成功し、その後サンパウロのアルベルト・アインシュタイン病院に移された。事件後、連邦警察によって逮捕されたアデリオ・ビスポ・デ・オリベイラ容疑者は「神の命」に従って刺したと供述した。

### 反応
他の大統領候補は選挙活動を中断した。チリの元大統領候補であるホセ・アントニオ・カストも「ラテンアメリカでの自由の勝利を妨げる侮辱、脅迫、攻撃の力」と非難した。一方、党首グリージ・ホフマン、そして副大統領候補のフェルナンド・アダジの2人を含む労働者党のメンバーは「非常に残念だ。民主主義では受け入れられない」との声明を発表した。

### 摘出手術
手術は2019年1月に終わり、同じくサンパウロのアルベルト・アインシュタイン病院に再入院し、傷の治療の一環で造設された人工肛門の閉鎖術を受けた。スポークスマンによれば手術前の健康診断検査に合格し、ボルソナーロは「非常に元気である」と言った。

## 論争

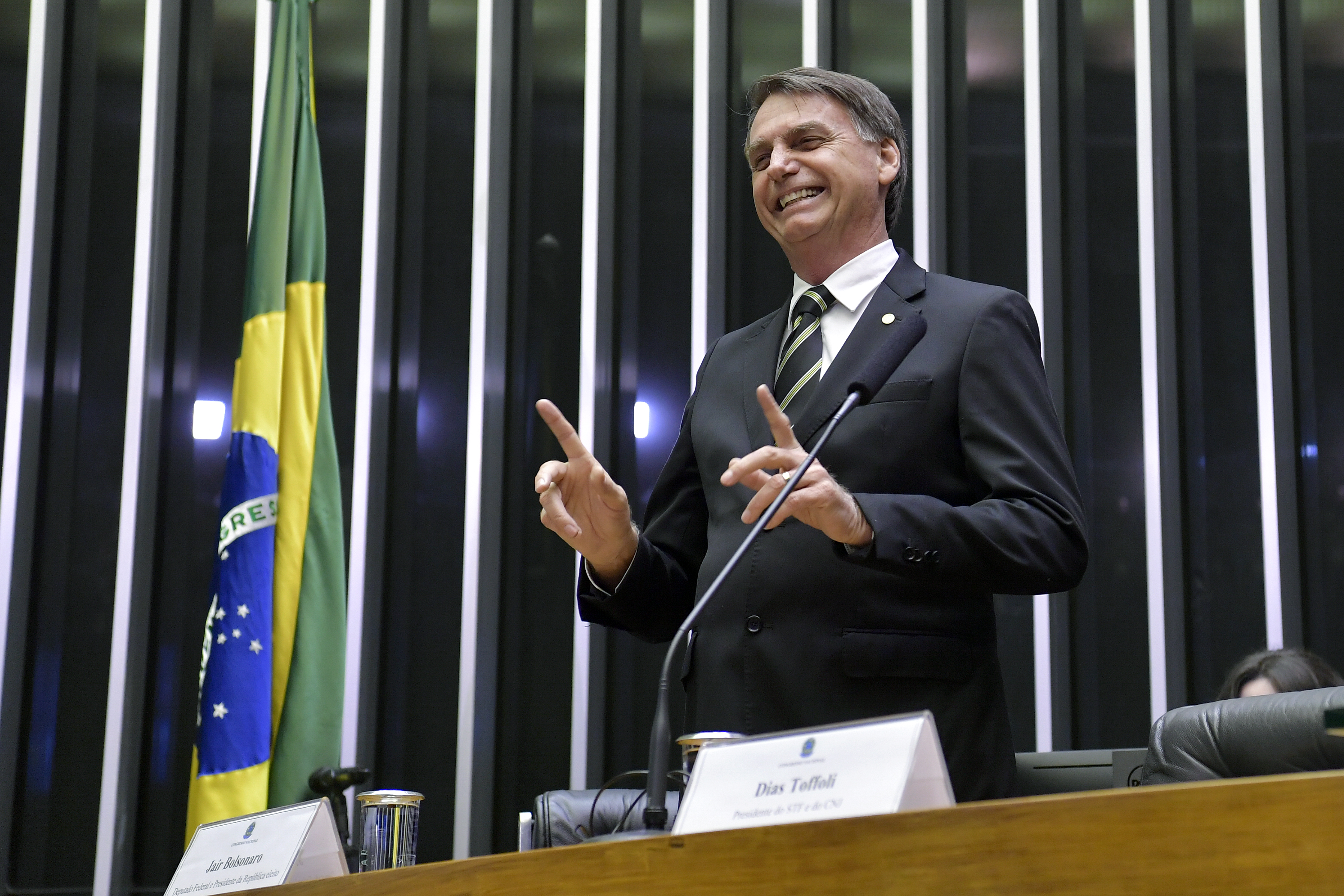
ボルソナーロとブラジル憲法30周年（2018年）

共産主義と政治的極左の批判、議論宣言に加えて、民族主義的で保守的な立場、過去の軍事独裁政権の擁護で知られている。
ジルマ・ルセフ大統領の解任に賛成票を投じたボルソナーロは、国家防衛オペレーションセンター（DOI）の責任者で、1970年にルセフ大統領に拷問を加えたカルロス・アルベルト大佐に敬意を表した。 PSOL党のジャン・ウィリス(英語版)下院議員はボルソナーロを激しく非難した。
2019年に訪米が計画された際には、ニューヨーク市長ビル・デ・ブラシオなどが過去の言動を批判。結果的に訪米を中止している。

### 議会資金、JBS資金と資産
2018年に大統領選挙の候補者として遊説活動に議会資金を使ったとして告発された。議会は使用規則において「資金は選挙費用には許可されない」と述べている。
さらに2016年から2017年にかけての5ヶ月間、議員による少なくとも6回の旅費、合計22万レアルが議会によって支払われていた。議会の報道官は、ボルソナーロが遊説活動中であることを否定し、旅行手数料の使用は、代理人である会議の公衆安全委員会への参加に関連していると主張した。連邦選挙高等裁判所（TSE）のウェブサイト上では、2014年のキャンペーン中に企業JBSから20万レアルを受け取ったとされる。その年、彼はリオデジャネイロの選挙で46万票を得ていた。ウェブサイト「VICE」からの報告で2017年3月に問題は表面化した。
ボルソナーロはYouTube上でビデオを公開した。そこではキャンペーンに費やされた金額の半分である20万レアルが「党への寄付」として返還されたと説明している。しかし、TSEの記録では同じ資金がボルソナーロの口座に返され、現在では「党の基金」による寄付が行われている。
連邦選挙高等裁判所（TSE）の記録によると、2010年から2014年までボルソナーロの資産は、200万レアル以上になり、150％以上の増加となった。近年、議員はリオデジャネイロの2棟の住宅をそれぞれ50万と40万レアルで取得した。

### 避妊政策
1992年、リオデジャネイロ州の連邦副官としての任期3年目、ボルソナーロは「貧しい人々の避妊政策」を擁護し、「わたしたちは避妊のより厳格な方針を採用しなければならない」と主張した。翌1993年、下院でこの議題に言及し、ブラジル国内での暴力の蔓延を理由に死刑制度の導入と厳格な避妊を提案、「子供を持つ余裕がない人は、それらを持つべきではない」とした。また、演説中、教育が国内問題を解決できるとは考えていないと述べた。

### 民主主義、世俗国家および軍事独裁
1998年12月2日に雑誌Veja誌のインタビューの中で、3,000人以上の人民と20万人の亡命者を虐殺したチリのピノチェト政権について、「もっと多く殺すべきだった」と述べた。ピノチェトを経済発展の基礎を築いたと称えるボルソナーロに対してチリのセバスティアン・ピニェラ大統領は「ブラジル側のピノチェト体制賞賛は極めて不幸なことだ」と苦言を呈した。
また、立法と司法に対する軍事介入のモデルとして、1999年のペルーのフジモリ大統領を称賛した。「拷問」を有利にするプログラム（Câmera Aberta）を承認し、 民主主義を「糞―merda」と呼んだ。さらに、もし彼が大統領だったならば「間違いなく議会を閉鎖し」、「同日中に打撃を与える」と述べた。おなじ時期、自身がなぜ元大統領フェルナンド・エンリケ・カルドーゾ（PSDB）の銃殺刑を擁護したのか司会者ジョ・ソアレスに述べ、「総合資源開発企業ヴァーレと電気通信を民営化して、石油備蓄を外部資本に供給することは最悪だからだ」と説明した。
独裁政権がブラジルの歴史において「輝かしい時代」だったと主張している。
サンパウロの新聞（Folha de São Paulo）の新聞に掲載された公開書状によれば、軍事政権下を「秩序と進歩の20年」と呼んでいる。また、「独裁者の間違いは拷問はしたが、殺さなかったことだった」と述べた。ボルソナーロはメディア、政治家、反＝拷問団体（Grupo Tortura Nunca Mais）から批判され、事務所のドアに軍の独裁政権の被害者家族たちは「骨を探している犬」と書いたプラカードを吊るした。1993年、同国が民主化してからわずか8年後、「軍事政権のみがより繁栄し、持続可能なブラジルにつながる」と述べた。2015年3月、1964年の軍事クーデター51周年の日に自らのブログに事件を祝う画像とテキストを掲載した。 ボルソナーロははクーデターが「民主的介入」の結果ではなく、「民衆弾圧の成果」であり、1968年に中国とキューバで学んだゲリラ戦術を使って攻撃を開始したと主張した。
2016年4月17日、ルセフ大統領の解任手続きを行ったエドアルド・クーニャ下院議員を祝福し、「元大統領の障害」についてスピーチし、カルロス・アルベルト大佐に敬意を表した。カルロスは軍事独裁政権時の拷問者の1人として司法長官に認められた最初の兵士であり、元大統領の拷問者でもある。
こののち、検察庁は弾劾投票時のボルソナーロのデモストレーションの内容について17,853人の抗議を受けたため、事件を調査するための内部調査することを決定したと報告した。この態度はまた2016年6月、議会倫理評議会のプロセスをもたらした。彼は議会の品格に欠けるとして非難された。評議会は「緑の党」によって代表され、拷問を非難し、国会議員の辞職をもとめた。これに対してボルソナーロは、弾劾票決時の声明は議会の免除によって保護されていると主張した。
彼の息子、下院議員エドアルド・ボルソナーロ（PSC-SP）が公表したビデオでは「暴力は暴力と戦っている、人権の旗と戦っているのではない」と述べ、国際人権擁護団体アムネスティ・インターナショナルの擁護者たちは「悪党」と「馬鹿」によってつくられ、承認されているとした。ブラジルの警察がおこなう殺人が世界で最も多い（2015年に3,345人）問題について、「私はブラジルの軍事警察はもっと殺すべきだと考えている」と述べた。
2017年2月のカンピナ・グランデでの演説では、次のように言って世俗国家（Estado laico）を批判した。「神は世俗国家の歴史をもっていない。国家はキリスト教であり、それに反するのが少数者だ。……少数者は多数者に合わせなければならない」。
2020年10月9日にはこの日が命日であるチェ・ゲバラを「彼の遺産は社会ののけ者や麻薬使用者、左翼のくずどもしか鼓舞しなかった」とツイッターで罵った。
アメリカのジャーナリスト、グレン・グリーンウォルドは、「民主主義の世界で選ばれた女性嫌悪（ミソジニー）な公職者」と称した。オーストラリアのNews.com.auのサイトは、ボルソナーロを「世界で最も不愉快な政治家」とも呼んだ。

### 女性・同性愛嫌悪
2015年2月、新聞ゼロ・オーラとのインタビューで、出産休暇の権利が起業家の生産性を損なうとし、妊娠する女性に男性と同じ給与が与えられるとは信じていないと主張した。
彼の長い政治キャリアを通じて、女性が仕事の男性よりも給与が低いことを正当化し、同性愛者の息子を愛することはできないと言い、事ある毎に性的多様性に対する反対宣言を繰り返してきた。同性愛者のカップルが彼の横で暮らしたら、それは彼の家の価値を貶めることになると断言した。
同年7月、雑誌Época誌のインタビューの中で、ボルソナーロは読者へ向けて次のように語った。
「ユネスコが支持しNGOと人権省によって開発された一連のガイドライン「ゲイキット」の配布を防止するために戦うなら、わたしは偏見を持っていることになるだろう。同性愛を刺激し小学校でLGBTコミュニティの市民権と人権を促進させており、実際、その家族への嫌悪感は偏見だ。わたしは強い誇りをもって偏見を持つ」。
2011年、ジャーナル・デ・ノティシア誌とのインタビューでボルソナーロはゲイと幼児愛者との関係について聞かれ、 「ゲイのカップルに養子にされた子どもたちの多くは虐待されるだろう」と断言した。また同性愛嫌悪に対する特定の法律はブラジルには必要ないとし、「ほとんどの同性愛者は、善良な市民が眠っている時、それぞれのカフェで殺される」からだと述べた。フォーリャ・デ・サンパウロ紙では、2002年5月には自身が同性愛者を攻撃する可能性があるとした。「もし男性同士が路上でキスしているのを見つけたら、ぶん殴ってやる」
「息子がどうしてもゲイを続けるなら、わたしはレザーを身に着け、彼の行動を変えるだろう」

### 先住民・黒人・移民

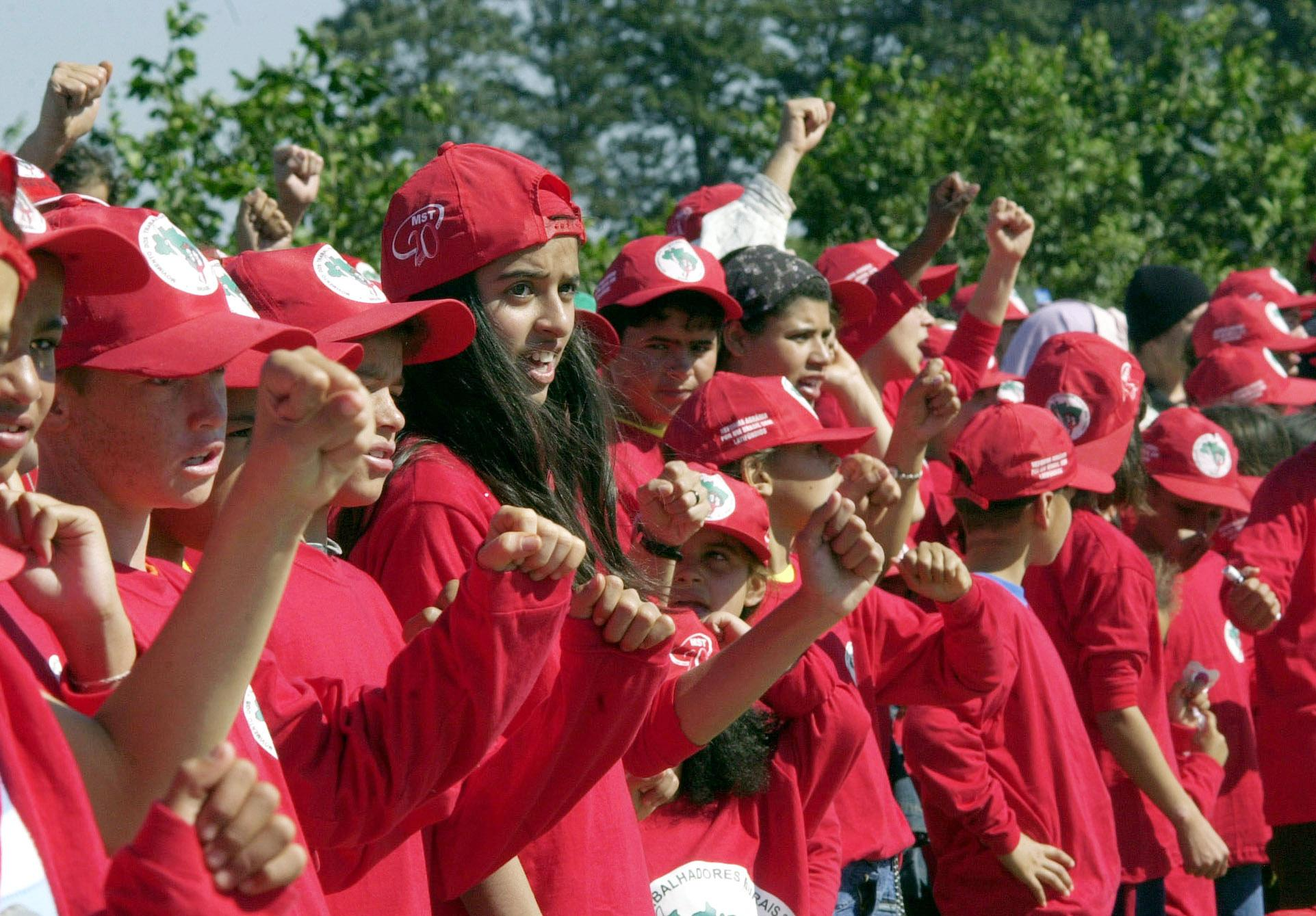
土地なし農民運動（MST）の若者。

ロライマ州における先住民族の問題について、下院公聴会で演説し、ブラジル政府の先住民政策に疑問を呈した。
「土地なし農民運動（MST）」と農業改革を未達成を「同じ教育を施し、同じ言葉の国民でありながら臭いインディアン、無学で言葉もできない」となじった。先住民はブラジルの土地の12％を所有し、全国大会でロビー活動を行っている。ボルソナーロの議会演説はブラジル憲法の非差別の原則を損ねたと考えた先住民、国会議員や人権擁護団体などの怒りを引き起こした。そのコメントに腹を立てた地域先住民のリーダーの一人が公聴会に出席し、彼に水を投げつけた。それを受けてボルソナーロは次のように語った。
「彼はブラジリアの先住民だ。彼は飛行機に乗りここへやって来て、豚のリブロースやサラミを食べ、おそらくウイスキーを飲み、誰かに電話をしてその夜をもっと楽しくする方法を知っている。 それがここへ話しに来た控えめな先住民だ。 （本来なら）先住民はその起源を維持するために草を食べに行かなければならなかった。」
2011年3月28日にCuste o Que Custar（CQC）プログラムへのインタビューで、彼の息子が黒人の女の子に恋していたならどうしたかについて歌手のプレタ・ジルから尋ねられ、「乱交についての討論はしないだろう」と答えた。「息子たちはとてもよく教育されているので、リスクを冒さない」。このインタビューは大きな論争となり、次の日、彼は質問が同性愛と息子の関係についてだと思ったと弁明し、プレタ・ジルへの答えは「誤解」だと言った。ボルソナーロの息子たちカルロスとエドアルドはソーシャルメディア上で、このプログラムはインタビューを「操作した」と主張したが、後に人種差別声明の疑いのため連邦最高裁判所によるボルソナーロに対する調査が開かれた。

2015年9月、Opção de Goiás紙のインタビューの中でブラジル軍について以下のように述べた。
「私はどの司令官をか支持するかわからないが、もし軍の兵員のを減らそうとするならば、街頭で「土地なし農民運動」、ハイチ人、セネガル人、ボリビア人、そしてシリア人などの屑どもに対処する人間が減ってしまう。今、世界中の屑どもがブラジルにたどり着いており、わたしたちはあまりにも多くの問題を抱えている」

2017年4月、アマゾン金鉱掘りの息子であるボルソナーロはリオデジャネイロのクラブ・ハバリカで講演し、もし2018年の大統領選で選出された場合、ブラジルすべての先住民族の土地とキロンボ・コミュニティ、それからNGOのための公的資金提供を終了すると述べた。
「わたしが大統領になったなら、すべての市民が家に銃を持つことになるだろう。先住民族やキロンボの居留地は1センチたりとも画定されてはいない。先住民の土地の下には富が眠っており、彼らはそれを妨害している。それを変えなければならない」。
「わたしはキロンボと一緒にいた。（...）彼らはなにもしない。子孫をつくることさえしないと思う。その彼らのために年10億レアルが費やされている」
この発言ののち、連邦検察庁は黒人やキロンボ・コミュニティを偏見的に満ちた侮蔑・差別表現によって嘲笑したとして非難した。
2017年10月3日、ボルソナーロは、道徳的犯罪により50,000レアルの罰金を科すことを宣告された。

### 身内への捜査と法相の辞任
2019年、ボルソナーロの息子で上院議員のフラビオ・ボルソナーロらが資金洗浄に関与した疑いが浮上。捜査が行われたが、セルジオ・モロ法務・公安相は大統領が捜査の妨害を画策しているとして批難し、法務・公安相と大統領との関係が悪化した。さらに法務・公安相の意向に反して大統領が連邦警察庁長官の交代が行われたことから、2020年4月24日、法務・公安相が辞任するに至った。